# ハービー
ハービー（H.E.R.B.I.E.）は、マーベル・コミックのスーパーヒーローチーム「ファンタスティック・フォー」に登場するロボット。ハービーのフルネームは「Humanoid Experimental Robot, B-Type, Integrated Electronics」で、「ヒューマノイド 実験ロボット Bタイプ・統合電子機器」という意味。元々は1978年のアニメ『The New Fantastic Four』（日本未公開）のキャラクターとして作られていたが、後にコミックでも登場した。

## 創造と構想
1978年に『ファンタスティック・フォー』がアニメ化された際、キャラクター「ヒューマン・トーチ」は使えなかった。これは映画化の際にオプション契約が結ばれていたが、結局は実現しなかった。これに関連して子供たちがヒューマン・トーチの真似をしながら「発火！」と言って火事を起こす可能性があるとしてこのキャラクターが代行となったという都市伝説があるが、これは誤りである。
チームを完成させるために、スタン・リーはかわいらしいロボットの相棒を作ろうアイデアを提案し、アーティストのジャック・カービーが『デパティエ・フレレング・エンタープライズ』のストーリーボード・アーティストとして雇われ、このロボットをデザインした。これはカービーのマーベルにおける最後の仕事となった。
アニメシリーズではフランク・ウェルカーが声を担当した。放送直後、このキャラクターは脚本家のマーヴ・ウルフマンと作画のジョン・バーンによるコミックで登場した。

## コミックの歴史
H.E.R.B.I.E.は、コミック「The Fantastic Four」#209（1979年8月）で初登場。これはマーヴ・ウルフマンとジョン・バーンによる協力により、アニメキャラクターから改変された。
その後、このロボットは「The Fantastic Four #210-213」（1979年9月〜12月）、#215-217（1980年2月〜4月）、#242（1982年5月）、#244（1982年7月）、「The Fantastic Four」#3（1998年3月）、「Marvel Holiday Special」（2004年）、「Exiles」#72（2006年1月）、「The Fantastic Four」#534（2006年3月）、「X-Men」#181（2006年3月）、「Franklin Richards One Shot」（2006年4月）、「X-Men/Runaways」#1（2006年5月）、「The Sensational Spider-Man」#25（2006年6月）、「Fantastic Four: A Death in the Family」（2006年7月）、「Franklin Richards: Super Summer Spectacular」（2006年9月）、「Franklin Richards: Happy Franksgiving!」（2007年1月）、「Franklin Richards: Monster Mash」（2007年11月）、「Franklin Richards: Fall Football Fiasco!」（2008年1月）などに登場した。
2006年には「the All-New Official Handbook of the Marvel Universe A-Z」#5にハービーの絵が掲載された。

## キャラクターの歴史
ハービーというキャラクターは、ミスター・ファンタスティックとザンダリアンのマスター・ザールが生み出した。彼らはロボットがギャラクタスの捜索を手伝い、スフィンクスという悪いやつを倒すための支援をしてくれることを望んでいた。
しかし、クリエイターらが気づかなかったのは、ドクター・サンというマスター・ザールの敵が、ザンダリアンのコンピューターに閉じ込められていた意識をハービーの体に移すことができ、ロボットが彼のスリーパー・エージェントとなり、いつでも彼を操り人形のように操れることができるようになったことだ。ハービーがいるときに異星人の海賊が謎の死を遂げ、悪党ブラスタールが突然ネガティブ・ゾーンから脱出したが、誰も一番の原因がハービーであることに気づかなかった。
ドクター・サンがブラスタールと共にファンタスティック・フォーを暗殺しようとして失敗した後、ドクター・サンはついに自分の正体を現し、インビジブル・ウーマンとヒューマン・トーチをバクスター・ビルディングのセキュリティ・システムに閉じ込め、ミスター・ファンタスティックとシングをハービーの武器で倒した。その後、ドクター・サンはハービーの体を捨て、自分の意識をバクスター・ビルディングのメインコンピューターに移し、ビル全体とその武器を支配することができるようになった。ミスター・ファンタスティックはドクター・サンをコンピューターシステムからロックアウトしたが、ハービーは再び自分を取り戻し、ドクター・サンがいつでも元の体に戻れることに気づいた。悪者がこれ以上問題を起こさないように、ハービーは自らコンピューターに飛び込み、ドクター・サンと自分自身を破壊した。
その後、フランクリンは別のハービー・ロボットを持っていることが分かり、それをベンは「空飛ぶカエル」と呼んだ。このロボットは、フランクリンの発展する能力を監視するために部分的に作られたもので、その能力はフランクリンがルービック・キューブを解けなかったり、近くのテレビ番組で「大人になれ」と言われたために変動した。その結果、能力の暴走でハービーは崩壊した。
その後、数年にわたり、他のハービー・ロボットが作られ、バクスター・ビルディング内で一般的な仕事をこなすようになる。
間違いによってファンタスティック・フォーが時間の中で迷子になり、他のヒーローたちがバクスター・ビルディングを運営することになる。ハービー・ロボットたちはドクター・ドゥームのコスチュームを着て尊敬を求めるが、それ以外は平和的なことだった。後に彼らはこのコスチュームを拒絶し、いつも通りの任務へ戻る。いくつかのロボットは休憩時間にネットで面白くて楽しい動画を見るようになる。
ハービーのデザインはスミソニアン博物館に展示されており、スパイダー・モービルの近くにある。
リード・リチャーズとその妻が「シークレット・ウォーズ」のストーリーから姿を消すと、リードの持ち物の多くはムーン・ガールというスーパーガールに渡される。ハービーはギャラクタスが現れると動き出し、ギャラクタスの感知装置として長い間に働いていたことが明らかになる。コミックの継続性では、ジョニー・ストームがアニメーション制作会社との会議に出席しなかったため、ハービーがファンタスティック・フォーのアニメでジョニーの代役を務めたことも明らかにされている。
ハービーは、ファンタスティック・フォーの元メンバーとして、グリーヴァー・アット・ジ・エンド・オブ・オール・シングスの脅威に対処するためにミスター・ファンタスティックとインビジブル・ウーマンに召集される。
単発エピソード「Incoming!」では、ヴァレリア・フォン・ドゥームがハービーの抑制チップと音声センサーを解除し、ついにミスター・ファンタスティックとインビジブル・ウーマンに対して、どんだけファンタスティック・フォーのことを憎ったらしく嫌っているかを表現することができた。
「Iron Man 2020」のイベント中では、ハービーはAI兵器の一員として登場。

## メディアミックス作品

### テレビアニメ
The New Fantastic Four（1978年、日本未公開）
声 - フランク・ウェルカー
常にファンタスティック・フォーのサポート役として働いている。
スーパー・ヒーロー・ギャング（2008年）
声 - タラ・ストロング
スパイディとすごいなかまたち（2021年）
声 - ティム・ダダボ、日本語吹き替え版 - 不明
「ウェブ・スピナーでゴー!」のシーズンに登場。

### 映画
ファンタスティック・フォー 超能力ユニット（2005年）
カメオ出演
ファンタスティック4:ファースト・ステップ（2025年）
声 - 未定

### テレビゲーム
LEGO マーベル スーパー・ヒーローズ ザ・ゲーム
声 - タラ・ストロング